# Publio Volumnio Amintino Galo
Publio Volumnio Amintino Galo  cónsul romano en el año 461 a. C. con Servio Sulpicio Camerino Cornuto como colega.